# Нурбю, Бенте
Бенте Нурбю (норв. Bente Nordby, 23 июля 1974, Йёвик) — норвежская футболистка, вратарь. Участница пяти чемпионатов мира. Олимпийская чемпионка 2000 года.

## Карьера

### Клубы
До 2000 года выступала в различных норвежских командах. 30 октября 2000 года, вместе с партнёршей по сборной Норвегии Хеге Риисе, была выбрана «Каролиной Кураж» под первым номером на драфте иностранных игроков WUSA. 
В составе «Каролины» отыграла первую часть сезона 2001 года, после чего была обменяна в «Сан-Диего Спирит». В июле 2001 года «Сан-Диего» расторг контракт с футболисткой из-за потолка зарплат.
Вернувшись в Норвегию, в 2002 году она подписала контракт с «Кульботном» и сразу же выиграла с клубом чемпионат Норвегии.
В 2005 году перешла в «Аскер», с которым стала обладательницей кубка Норвегии. 
В начале 2006 года заключила двухлетний контракт с клубом «Юргорден». В 2007 году получила приз Лучшему вратарю чемпионата Швеции.
В ноябре 2007 года подписала контракт на полтора года с «Лионом», потерявшим основного вратаря из-за травмы.
В июне 2009 года тренер норвежской сборной Бьярне Бернтсен объявил что Нурбю не примет участия в чемпионате Европы и завершает свою карьеру. 
После завершения выступлений работала тренером голкиперов в «Лиллестрёме».

### Сборная
В составе сборной Норвегии дебютировала 30 августа 1991 года в матче с США, завершившемся победой норвежской команды со счётом 1:0.
Входила в заявку сборной на первый в истории чемпионат мира, на котором норвежки выиграли серебряные медали, и чемпионат Европы 1993 года.
В 1995 году, после ухода из сборной Рейдун Сет, стала основным голкипером национальной команды. На чемпионате мира 1995 пропустила всего один гол в шести матчах и помогла своей команде завоевать золотые медали.
В 1996 году в составе сборной стала бронзовым призёром Олимпиады в Атланте.
В 2000 году на Олимпиаде в Сиднее в составе сборной выиграла золото.
В 2002 году объявила о завершении международной карьеры, но позже изменила своё решение. Вошла в заявку сборной на чемпионат мира 2003. 
В 2005 году стала серебряным призёром чемпионата Европы.
Последний матч за сборную сыграла 27 октября 2007 года против сборной России.
В 2001, 2004, 2005 и 2007 году входила в число претенденток на приз Футболистке года ФИФА.

## Личная жизнь
Открытая лесбиянка. Живёт в Лиллестрёме с бывшей партнёршей по «Лиону» — датской футболисткой Дорте Далум Йенсен.